# M-95 Degman
M-95 Degman je prototyp hlavního bojového tanku vyvinutý v Chorvatsku v roce 2003 společností Đuro Đaković. Z velké části vychází ze staršího tanku M-91 Vihor, který byl založen na tanku M-84. Továrna Đuro Đaković měla hlavní roli při výrobě M-84 v období existence Jugoslávie.
Hlavním vylepšením je u M-95 Degman oproti jeho předchůdci M-84 použití představného kompozitního/vrstveného pancíře, na které bylo přidáno výbušné reaktivní pancéřování. Přední část korby a boční lemy jsou zakryty, což zajišťuje větší ochranu proti munici typu HEAT. Oddělený oddíl na munici v zadní části věže poskytuje ochranu pro posádku v případě zasažení tanku. Další ochranu poskytuje přídavné lamelové pancéřování ve formě drátěného pletiva s řetězy, jehož hlavním účelem je zabránit průniku protitankových řízených střel do nejslabších míst v zadní části tanku.
Noční vidění od firmy Đuro Đaković umožňuje aktivitu v noci nebo za snížené viditelnosti, motor o výkonu 1 200 k (890 kW) zvyšuje poměr výkonu a hmotnosti na přibližně 27 hp/t. Existuje mnoho dalších menších změn v řízení palby, na komunikačním vybavení atd. Automatické nabíjení tanku Degman je o 15 % rychlejší, což znamená, že za minutu může být vypáleno 9 granátů místo 8 granátů (norma u tanku M-84).
Degman M-95 se nedostal do sériové výroby. Chorvatská vláda objednala dva prototypy, model M-95 a druhý vzorek M-84D (pro export).

## Historie, výroba a modernizace
Tank M-95 Degman z velké části vychází ze staršího tanku M-91 Vihor. Plně funkční prototyp tanku Vihor dokončil základní testování v továrně firmy Đuro Đaković, ale kvůli napjatým vztahům v polovině roku 1991 nebyl tento tank nikdy dodán.
Firma Đuro Đaković pracoval na druhém prototypu (byl dokončen trup), práce na druhém prototypu Vihor se ale následně zastavily až do roku 1994, kdy byl dokončen s novou věží. Mezitím byl první prototyp modernizován, konkrétně byl instalován výkonnější motor o výkonu 1200 k, který poskytoval vyšší poměr výkonu k hmotnosti. Dále byl přidán úložný koš a lamelový pancíř v zadní části věže, což zvýšilo ochranu pancéřováním. Byla instalována komunikační sada Racal pro zlepšení dosahu komunikace a kompatibility digitálního bojiště a byla také přidána nová sada ochrany proti zbraním hromadného ničení, sada SZ 2000 CBRN poskytující podstatně lepší výkon než starší sada používaná na tanku M-84 (například v situacích jaderné nebo chemické/biologické války SZ-2000 vypíná motory a automaticky filtruje čerstvý vzduch vháněný do tanku).
Optiku a systém řízení palby vyvinula slovinská společnost Fotona. Tento systém je nyní standardní součástí všech současných chorvatských a slovinských tanků M-84. 
Tank Vihor/M95 dostal nový laserový dálkoměr LIRD-4B. Jedná se o systém varování před laserovým ozářením tanku. Ke zlepšení výkonu na bojišti byl přidán digitální bitevní počítač Fotona/Končar/Đuro Đaković. Firma Diehl poskytla nové pásy, které umožňují tanku lepší pohyb na silnici i v terénu. 
Reaktivní pancéřování vyvinuté společností Elbit je jedním z hlavních vylepšení a dodává tanku M95 charakteristický vzhled. 
Dálkové ovládání zbraní Rafael – Samson se skládá z těžkého kulometu ráže 12,7 mm a granátometu ráže 40 mm. Tento dálkově ovládaný zbraňový systém funguje také jako velitelův nezávislý termální prohlížeč. 
Plánují se další modernizace tanku M-95 Degman, včetně nového 120mm kompaktního děla vyvinutého švýcarskou RUAG Defense a několika dalších obranných a ECM systémů včetně protitankových střel LAHAT.